# Command & Conquer: Red Alert
Command & Conquer: Red Alert là một game chiến thuật thời gian thực trên PC, sản xuất bởi Westwood Studios và phát hành bởi Virgin Interactive vào năm 1996. Red Alert là phiên bản phần trước của Command & Conquer  và lấy bối cảnh trong một vũ trụ thay thế của Command & Conquer khi quân Liên Xô giao chiến với Đồng Minh để kiểm soát lục địa châu Âu.
Phiên bản ban đầu có sẵn cho máy tính (phiên bản MS-DOS và Windows 95), và sau đó được chuyển đến PlayStation. Phiên bản PlayStation cũng được tái phát hành như là một bản tải về trên mạng PlayStation Network cho PSP và PS3 . Vào ngày 31 tháng 8 năm 2008, Electronic Arts là người mua lại Westwood Studios vào năm 2003 chính thức cung cấp Command & Conquer: Red Alert như là phần mềm miễn phí 
.

## Cách chơi
Red Alert đã được khen ngợi cho giao diện người dùng của nó, mà Westwood Studios tuyên bố là phát triển hơn so với các trò chơi cạnh tranh cùng thời. Người chơi có thể đưa mệnh lệnh, tạo ra cho các nhóm đơn vị được lựa chọn bởi một phím số, và kiểm soát nhiều đơn vị cùng một lúc. Trò chơi này được biết đến là dễ kiểm soát, đơn giản để tìm hiểu và đáp ứng với lệnh của người dùng. Nó cũng có hai phe phái khác nhau với phong cách chơi khác biệt. Red Alert cũng được coi là một trong những trò chơi đầu tiên có tính năng chơi trực tuyến. Các chiến dịch chơi đơn cũng nhận được lời khen cao cho những chi tiết trong câu chuyện và nhiệm vụ của nó, mà thường thì yêu cầu người chơi đánh bại đối phương với các nhiệm vụ khác nhau trước khi tiếp tục. Các chiến dịch chơi đơn cũng đã được bổ sung bởi các đoạn phim cắt cảnh mang tính điện ảnh tương tự như tất cả các phiên bản khác của Command & Conquer, ngoại trừ Command & Conquer: Generals khi EA mua Westwood (tác giả gốc của dòng game Command & Conquer) và thất bại trong việc duy trì truyền thống này.

### Tính cân bằng của trò chơi
Trò chơi cân bằng sức mạnh giữa các lực lượng của Đồng Minh và quân đội Xô Viết nên rất khác với các trò chơi khác cùng thời. Giống như hệ thống cân bằng của các game ngày nay, Red Alert yêu cầu mỗi người chơi sử dụng điểm mạnh của họ để bù đắp cho những điểm yếu. Điều này đứng đối lập với các trò chơi cùng thể loại như Total Annihilation và Warcraft II: Tides of Darkness, trong đó hai bên có các đơn vị với khả năng tương tự thay vào đó là dựa trên vượt quân số hoặc sở hữu một lực lượng cân bằng tốt hơn so với đối thủ của họ. 
.
Người chơi có được một lượng tiền để mua các cấu trúc và trang thiết bị bằng cách khai thác quặng và khoáng sản (rất có giá trị khi mà Tiberium trong loạt C&C thông thường vẫn chưa được phát hiện trong dòng thời gian này. Đá quý tạo ra thêm tiền và được khai khác nhanh hơn quặng nhưng lại không thể tái sinh trong bản đồ. Người chơi có thể đạt được các khoản tiền lớn hơn và tăng sức mua của họ bằng cách xây dựng thêm các nhà máy và xe tải thu thập quặng.
Các loại phương tiện của Xô Viết có xu hướng bền và mạnh mẽ hơn của Đồng Minh, nhưng thường là di chuyển chậm hơn và đắt tiền hơn. Xô Viết cũng có khả năng phòng thủ chống lại các cuộc tấn công mặt đất tốt hơn cả (Tesla Coil) và các cuộc tấn công trên không (Surface to Air Missiles gọi tắt là SAM), nhưng lại bất lợi trên biển. Đơn vị hải quân tấn công duy nhất mà Xô Viết có là tàu ngầm vốn là không thể tấn công các mục tiêu trên đất liền hoặc máy bay, vì vậy nó là vô dụng trừ khi đối thủ xây dựng đơn vị hải quân, và thường thì chúng vô hình trừ khi nổi lên bề mặt để tấn công, nó có thể bị phát hiện bởi tàu khu trục và pháo hạm và khi bị hư hại nặng, không thể tấn công. Vũ khí bí mật của Xô Viết là Iron Curain, một thiết bị khiến một đơn vị cơ giới được lựa chọn bất khả xâm phạm trong một khoảng thời gian ngắn. Khi chơi đấu mạng và Skirmish với máy tính, họ có quyền truy cập vào hai đơn vị bộ binh của phía Đồng Minh: Rocket Soldier và Tanya Adam, một đặc công có khả năng dễ dàng giết bộ binh và phá hủy các công trình. Họ cũng có nhiều đơn vị không quân (MiG-27, Yak-7 và Mi-24 Hind) và khả năng mở bản đồ thông qua các máy bay gián điệp, và có thể triển khai bộ binh bằng đường hàng không thông qua lính dù, hoặc bằng máy bay trực thăng vận tải Chinook. Chiến thuật "tank rush" là một chiến lược phổ biến khi chơi đấu mạng, liên quan đến việc đào tạo nhiều xe tăng hạng nặng và áp đảo đối thủ với con số đông đảo.

Hình ảnh căn cứ của Xô Viết trong phiên bản game PC

Lực lượng Đồng Minh có các đơn vị quân rẻ,nhanh hơn và có tốc độ xây dựng nhanh hơn phe Xô Viết. Xe đặt mìn của họ có thể tiêu diệt các đơn vị cơ giới của kẻ thù và bộ binh của họ có thể sống sót lâu hơn bằng việc sử dụng các đơn vị Medic để phục hồi vết thương. Đồng Minh gặp bất lợi khi tham chiến trên mặt đất, như đơn vị cơ giới mạnh nhất của Đồng minh là Medium Tank vẫn yếu hơn xe tăng ban đầu của Liên Xô (Heavy Tank) và có tốc độ như nhau. Đồng Minh chỉ có một đơn vị không quân là (AH-64D Apache Longbow) so với ba đơn vị không quân của Xô Viết và việc phòng thủ chống lại các cuộc tấn công mặt đất là yếu hơn rất nhiều so với Xô Viết. Trên biển, Đồng Minh có lợi thế trong sức mạnh hải quân nhờ có chiến hạm Aegis Cruiser, có tầm bắn đối không xa và mạnh nhất các đơn vị chiến đấu trong game (một chiếc Aegis Cruiser dễ dàng đối đầu 1 đấu 1 với Tàu bay ném bom Kirov mà không gặp phải khó khăn nào và bắn hạ máy bay Harrier chỉ với 1 phát bắn), tuy nhiên khi gặp phải đơn vị mặt đất hoặc trên biển thì lại hoàn toàn vô dụng và tàu khu trục Destroyer, có khả năng tấn công rất mạnh các loại đơn vị trong game từ mặt đất đến trên biển (kể cả tàu ngầm nhờ mang theo máy bay siêu thanh có khả năng phát hiện dưới tầm radar). Vũ khí bí mật của Đồng Minh là Chronosphere, có khả năng dịch chuyển tạm thời một đơn vị cơ giới vào bất kì địa điểm nào của bản đồ. Họ cũng có một số khả năng khác, chẳng hạn như ăn cắp tài nguyên của đối phương, ẩn các đơn vị và cấu trúc của họ, hoặc nhìn thấy toàn bộ bản đồ với công nghệ vệ tinh. Khi chơi đấu mạng và Skirmish với máy tính, các lực lượng Đồng Minh có quyền truy cập vào các bệ phóng tên lửa hạt nhân (Missile Silo) của Xô Viết.
Cuối cùng, Xô Viết là phe phái sử dụng chiến thuật chủ yếu của họ là liên quan đến việc đơn giản tiến vào trong khi Đồng Minh đòi hỏi một chiến lược ít hơn. Tuy nhiên một người chơi Đồng Minh giỏi có thể dễ dàng áp đảo phe Xô Viết bởi vì các đơn vị của phe này rẻ hơn và nhanh hơn và nếu sử dụng tốt chiến thuật đánh và chạy chiến thuật và sức mạnh hỗ trợ.

## Thiết lập và cốt truyện
Command & Conquer: Red Alert diễn ra trong một khoảng thời gian không xác định trong những năm 1950 của một vũ trụ song song, được vô tình tạo ra bởi Albert Einstein trong cố gắng ngăn chặn Chiến tranh thế giới thứ hai
Bắt đầu vào năm 1946, tại bãi thử Trinity của New Mexico, đoạn mở đầu của Red Alert cho thấy Albert Einstein dường như đang chuẩn bị đi du hành vượt không gian và thời gian. Sau khi thiết bị thử nghiệm của ông là "Chronosphere" được kích hoạt, ông đã thấy mình ở Landsberg, Đức, vào năm 1924, nơi ông gặp Adolf Hitler ngay sau khi Hitler vừa được thả tự do khỏi nhà tù Landsberg sau khi bị bắt vì gây ra vụ Đảo chính Nhà hàng Bia. Sau một cuộc trò chuyện ngắn giữa hai bên, Einstein bắt tay của Hitler và bằng cách nào đó Einstein loại bỏ sự tồn tại Hitler và Einstein quay trở về năm 1946.
Với sự đe dọa của Đức Quốc xã đã bị loại bỏ khỏi lịch sử, thì Liên Xô bắt đầu phát triển ngày càng mạnh mẽ dưới sự lãnh đạo của Joseph Stalin. Liên Xô bắt đầu mở rộng ảnh hưởng với Trung Quốc và sau đó bắt đầu bắt đầu tiến quân vào Đông Âu, để hoàn thành được tầm nhìn của Joseph Stalin là Liên bang Xô Viết trải dài trên khắp 2 lục địa Á-Âu. Để đối phó, các quốc gia châu Âu kết thành liên minh, và bắt đầu một cuộc chiến tranh du kích nghiệt ngã chống lại quân đội Liên Xô. Trong suốt câu chuyện của trò chơi, Đồng Minh và Xô Viết chiến đấu trong một cuộc xung đột tàn khốc để kiểm soát lục địa châu Âu thay thế cho Chiến tranh thế giới thứ hai.

### Kết thúc của phe Đồng Minh
Sau khi phá hủy thành lũy cuối cùng của Xô Viết, một nhóm lính Đồng Minh phát hiện ra Stalin bị chôn sống trong đống đổ nát. Trước khi họ định tháo dỡ các mảnh vỡ đang đè Stalin, Tướng Nikos Stavros bắt họ dừng lại. Ông đã thuyết phục họ rằng họ không thấy gì trước khi họ rời khỏi. Stavros sau đó dùng một khăn tay bịt miệng của Stalin trước khi đè lên đầu Stalin bằng một tảng đá lớn và bỏ đi. Kết quả này buộc Kane-người đã sử dụng Liên Xô để có được quyền lực và Brotherhood của ông phải lui vào hoạt động bí mật, dẫn đến các sự kiện của Command & Conquer đầu tiên. Ngoài ra, kết thúc này mở đường cho phần tiếp theo là Red Alert 2.

### Kết thúc của phe Xô Viết
Khi Xô Viết ăn mừng chiến thắng của họ ở Cung điện Buckingham mới chiếm được, Stalin chúc mừng Tư lệnh (người chơi) vì đã làm tốt công việc nhưng sau đó lại nói rằng "Anh sẽ được chăm sóc tốt" (ám chỉ việc ông sẽ loại bỏ khỏi chức Tư lệnh) trong khi ông uống một tách trà, chỉ để đột nhiên nhận ra rằng trà đã bị đầu độc bởi Nadia. Nadia dùng súng bắn chết Stalin khi độc tố trong trà bắt đầu có tác dụng. Sau cái chết của Stalin, Nadia nói cho Tư lệnh biết rằng Liên Xô bây giờ là nằm dưới sự cai trị của Brotherhood of Nod, vốn có kế hoạch lui vào trong bóng tối một lần nữa và sẽ xuất hiện trở lại trong những năm 1990 và để Tư lệnh làm lãnh đạo bù nhìn của USSR để chuẩn bị cho Nod "trong tương lai gần". Cô ngay sau đó bị phản bội và bắn chết bởi Kane, người đã lộ rõ ông mới là kẻ chủ mưu thật sự.

### Nhân vật
Đồng Minh
- Đại thống chế Gunter von Esling, sĩ quan Đức, Tổng tư lệnh các lực lượng ở châu Âu, và rõ ràng là nhà lãnh đạo lực lượng quân sự của châu Âu. Do Arthur Roberts thủ vai.
- Nikos Stavros, sĩ quan Hy Lạp, Chỉ huy thứ hai sau Günther Von Esling. Do Barry Kramer thủ vai.
- Tanya Adams, đặc vụ bí mật. Do Lynne Litteer thủ vai.
- Giáo sư Albert Einstein, nhà vật lý người Đức. Do John Milford thủ vai.
- Ben Carville, sĩ quan Mĩ. Sĩ quan chỉ huy của người chơi trong bản mở rộng Retaliation. Do Barry Corbin thủ vai.

Xô Viết
- Joseph Stalin, Tổng bí thư của Liên bang Xô viết. Do Eugene Dynarski thủ vai.
- Nadia, thủ lĩnh của NKVD. Do Andrea C. Robinson thủ vai.
- Nguyên soái Gradenko, chỉ huy quân đội Liên Xô. Do Alan Terry thủ vai.
- Tướng Georgi Kukov, chỉ huy của Hồng quân. Do Craig Cavanah thủ vai.
- Tướng Topolov, sĩ quan quân sự cấp cao và là cố vấn cho người chơi trong Retaliation. Do Alan Charof thủ vai.
- Kane, cố vấn bí mật của Joseph Stalin. Do Joseph D. Kucan thủ vai.

### Mối liên kết với các trò chơi thuộc phân nhánh Tiberian
Westwood Studios thiết kế Command & Conquer: Red Alert là để giải thích cho Command & Conquer: Tiberian Dawn  và phân nhánh Tiberian.

Kane (đang đứng) cố vấn cho Joseph Stalin (chính giữa), với Nadia (bên trái) và Gradenko (bên phải

Trong diễn biến chiến dịch của Xô Viết, Kane được cho thấy là xuất hiện một cách không thường xuyên như là một cố vấn bí mật của Joseph Stalin, và cốt truyện ngụ ý rằng Kane trong thực tế là người gây ra cuộc chiến tranh thế giới giữa Liên Xô và các quốc gia Đồng Minh để tiếp tục các mục tiêu lâu dài của Brotherhood of Nod . Thực vậy, Nadia, người đứng đầu của NKVD, người tình của Stalin và rõ ràng là một thành viên bí mật của Brotherhood vào những năm 1950, chỉ thị người chơi "giữ hòa bình" cho đến khi Nod làm "tê liệt Liên Xô trong thập niên 1990" ngay sau khi kết thúc chiến dịch của Xô Viết trong Red Alert . Tuy nhiên Kane bắn chết Nadia và tuyên bố với người chơi rằng "ta là tương lai" . Hơn nữa, trong đoạn phim thứ năm của chiến dịch Đồng Minh, theo tin tức báo cáo về việc Đồng minh để mất Hy Lạp là họ đột nhiên nghe nói rằng Liên Hợp Quốc đang trong quá trình thành lập một lực lượng đặc biệt nhằm ngăn chặn xung đột toàn cầu trong tương lai . Lực lượng đặc nhiệm này được biết với tên gọi "Special Operations Group Echo: Black Ops 9"-chính là tiền thân của Global Defense Initiative là tổ chức cùng với Brotherhood of Nod là một trong hai phe phái chính của phân nhánh Tiberian.
Một giả thuyết gây tranh cãi nhằm giải quyết các lỗi thời gian tồn tại giữa Command & Conquer: Tiberian Dawn và Command & Conquer: Red Alert 2 là xem xét Red Alert là nguồn gốc của hai cốt truyện song song. Nếu chiến dịch của Xô Viết được hoàn thành trong Red Alert, Liên Xô sẽ nổi lên như là thế lực chi phối Á-Âu và Kane cùng Brotherhood of Nod sau đó sẽ kiểm soát đế chế mới này. Ngược lại, nếu chiến dịch Đồng Minh được hoàn thành, Đồng Minh sẽ chiến thắng và sẽ dẫn đến những sự kiện của Red Alert 2 (mặc dù Red Alert 2 đã hoàn toàn bỏ qua bất cứ điều gì có thể kết nối nó với phân nhánh Tiberian). Theo nhà cựu thiết kế của C&C là Adam Isgreen,Tiberian Dawn trong thực tế là diễn ra sau kết thúc của chiến dịch Đồng Minh trong Red Alert , trong khi Red Alert 2 và Yuri's Revenge diễn ra trong một vũ trụ song song thứ hai, được tạo ra bởi một nỗ lực mới để làm thay đổi lịch sử trong "Tiberian Incursion"  vốn là một phiên bản của Command & Conquer 3 do Westwood Studios đã bị ngưng phát triển . Isgreen cũng ngụ ý rằng Nikola Tesla có thể đã vô tình có trách nhiệm trong việc thu hút sự chú ý của Scrin qua cuộc thí nghiệm của ông, và vì thế đã dẫn đến sự xuất hiện của Tiberium trên Trái Đất .

Hình ảnh nhìn thấy vào lúc kết thúc của việc cài đặt Red Alert trên Windows 95. Lời lấy từ cuốn tiểu thuyết Nineteen Eighty-Four của George Orwell (Dòng chữ ở trên là "người kiểm soát quá khứ, chỉ huy tương lai. Người chỉ huy tương lai, chinh phục quá khứ")

Khi Command & Conquer: The First Decade được phát hành vào tháng 2 năm 2006, Electronic Arts đã thông qua chính sách xem xét thương hiệu C&C bao gồm ba vũ trụ khác biệt, với quyết định này đã rõ ràng vi phạm các kết nối cốt truyện giữa Red Alert và Tiberian Dawn của Westwood Studios. Với việc Command & Conquer 3: Tiberium Wars phát hành vào tháng 3 năm 2007, Electronic Arts công bố một tài liệu trong đó một tham chiếu rõ ràng về sự xuất hiện của Kane trong Red Alert, tiết lộ rằng bộ phận tình báo của GDI là "InOps" sở hữu của các hình ảnh của Kane mà được chụp bởi đặc vụ của CIA trong thời kỳ năm 1950 của Red Alert .

## Vấn đề tương thích
Command & Conquer: Red Alert có thể được cài đặt trên trực tiếp trên Windows XP và Windows Vista. Tuy nhiên, khi cài đặt lần đầu tiên thì chương trình cài đặt thông báo rằng "Red Alert chỉ có thể được cài đặt trên Windows 95" nếu cài đặt trên một trong các hệ điều hành. Có thể cài đặt trò chơi với sự giúp đỡ của Red Alert Manager, một chương trình quản lý cài đặt, cập nhật chương trình và khả năng tương thích với Vista.
The Red Alert Terrain Editor cũng có những vấn đề tương thích trên hệ điều hành mới hơn. Để chạy thành công chương trình này dưới Windows Vista hoặc Windows XP thì tập tin thực thi của chương trình cần phải được cấu hình để chạy trong Windows 95 hoặc Windows 98. Điều này sẽ cho phép các chương trình hoạt động trơn tru dưới sự điều hành Windows Vista.
Tuy nhiên, cũng vẫn có thể tự cài đặt trò chơi và các gói mở rộng của nó, bằng cách chạy tập tin thực hành Red Alert trong chế độ tương thích của Windows 95, và bằng cách thay thế tập tin "Thipx32.dll" mà trò chơi cài đặt trong thư mục chính của mình với một chương trình cập nhật phiên bản  Lưu trữ ngày 31 tháng 3 năm 2009 tại Wayback Machine. Mặt khác, EA Games đã phát hành Command & Conquer: The First Decade trên hai đĩa DVD hai lớp gồm tất cả các trò chơi C&C, bao gồm cả Command & Conquer: Generals và bản mở rộng của nó. Quá trình biên dịch của tất cả các trò chơi C&C là cách dễ nhất để cài đặt ngay cả những bản gốc Command & Conquer khi Windows 95 vẫn còn được phổ biến. Tuy nhiên nó có thể cài đặt các phiên bản hệ điều hành DOS của trò chơi bằng cách đặt các thiết lập trong Windows 95 và sau đó chạy nó trong MS-DOS.
Tất cả các phiên bản của Red Alert, cũng như demo, được đánh giá cao trong chương trình Wine và được đánh dấu là "hỗ trợ" trong DOSBox.

## Chơi trên Internet
Command & Conquer: Red Alert được công nhận là 'trò chơi chiến thuật thời gian thực đầu tiên hỗ trợ nhiều người chơi. Westwood Chat được hỗ trợ tối đa cho đến năm 1996, khi Mplayer.com là nền tảng chơi game qua mạng phổ biến. Mplayer lưu trữ hàng trăm ngàn người chơi trực tuyến cho đến năm 2001 khi Gamespy mua nó từ các game thủ.
Hệ thống chơi trực tuyến của Red Alert đã được hỗ trợ bởi nhiều nền tảng khác nhau như Kali, Westwood, GameSpy, Ten, and Heat. Hiện nay trò chơi được chơi trên Kali và được lưu trữ bởi Kali.net, Westwood Chat, mà hiện nay là được tổ chức bởi Strike-team.net  Lưu trữ ngày 3 tháng 3 năm 2006 tại archive.today và CGA, hoặc bởi CGA.com.cn và Trung Quốc.
Có khoảng 100 hoạt động chơi trực tuyến với Red Alert. Hầu hết mọi người chơi trên Kali.net đều miễn phí thông qua hệ thống mã thử nghiệm.

## Nhạc nền
Ban đầu các bài hát của trò chơi đã được soạn bởi Frank Klepacki và được bầu là nhạc nền trò chơi điện tử hay nhất năm 1996 của PC Gamer và tạp chí Gameslice .

## Phát hành như là phần mềm miễn phí
Để đánh dấu việc kỷ niệm sinh nhật lần thứ 13 của Command and Conquer, EA đã phát hành Command & Conquer: Red Alert như là phần mềm miễn phí. Trò chơi có thể được tải với dung lượng 2 x 500 MB. iso image từ web của EA 

## Bản mở rộng

### CounterstrikeandThe Aftermath(1997)
Năm 1997, hai bản mở rộng cho Red Alert đã được phát hành cho PC, Command & Conquer: Red Alert: Counterstrike và Command & Conquer: Red Alert: The Aftermath. Các bản mở rộng này được thiết kế bởi Westwood Studios với sự giúp đỡ của Intelligent Games; một nhà phát triển trò chơi ở London, Anh. Hầu hết sự phát triển các bản đồ của chế độ chơi mạng được thực hiện bởi các game thủ từ Compuserve Red Alert. Các đơn vị, nhiệm vụ, bản đồ và âm nhạc mới được bổ sung các bản mở rộng này.
Điểm lưu ý đặc biệt với Counterstrike là sự bổ sung của nhiệm vụ đặc biệt Ant Missions có tiêu đề "It Came from Red Alert", trong đó game thủ tham gia trận chiến chống lại loài kiến khổng lồ màu đỏ bằng việc điều khiển quân Đồng Minh đơn vị của Xô Viết. Nhiệm vụ Ant Missions có thể được truy cập bằng cách giữ phím Shift, sau đó bấm chuột trái vào góc trên bên phải của menu chính. Loài kiến khổng lồ này là một đối thủ khó, vì chúng không chỉ xuất hiện vào con số áp đảo, mà thậm chí các đơn vị nhẹ nhất của chúng có thể dễ dàng tạo ra sức sát thương lớn. Loài kiến khổng lồ có thể truy cập kiến trinh sát (Scout Ant), một đơn vị chống bộ binh đánh cận chiến; các kiến lính (Warrior Ant) chính là những kiến trinh sát giỏi hơn; các kiến lửa (Fire Ant), có thể bắn ra ra các quả cầu lửa từ miệng của nó, những kiến phóng điện (Tesla Ant) có thể tạo và bắn ra luồng điện cực mạnh, và kiến nữ hoàng (The Queen), đơn vị được coi như là một cấu trúc của trò chơi, tuy nhiên có thể bắn ra luồng điện mạnh hơn các kiến phóng điện.
The Aftermath cũng bổ sung thêm nhiều đơn vị mới có sẵn trong chế độ đơn và chơi mạng. Các đơn vị mới của Đồng Minh bao gồm Field Mechanic và Tank Chrono. Các đơn vị mới của Xô Viết bao gồm Missile Sub, Trooper Shock, M.A.D Tank và Tesla Tank. Ngoài ra, cả hai phe đều được bổ sung thêm đơn vị Demolition Truck. Bản mở rộng này cũng bao gồm hàng trăm các bản đồ mới với các kích thước lớn hơn.
Một khó khăn với các tiện ích là Counterstrike và The Aftermath là một danh sách duy nhất trong menu trò chơi, với nhiệm vụ Counterstrike bị loại bỏ, trừ khi đĩa của nó đang được sử dụng trước khi mở menu. Vấn đề này đã cố định với một khó khăn trích dẫn với các tiện ích là Counterstrike và The Aftermath chia sẻ một danh sách duy nhất trong menu trò chơi, với nhiệm vụ Counterstrike bị loại trừ, trừ khi đĩa của nó đang được sử dụng trước khi mở trình đơn. Vấn đề này cũng xảy ra với bản vá Red Alert v3.03(beta), với việc phân tách danh sách các "New Missions" thành hai danh sách, mỗi một cái cho các bản mở rộng.

### Retaliation(1998)
Vào ngày 28 tháng 8 năm 1998, Westwood Studios phát hành Red Alert Retaliation cho PlayStation, một chương trình biên dịch của hai gói mở rộng PC, bao gồm nhiệm vụ Ant Missions. Nó là gần như giống hệt bản gốc Red Alert, ngoại trừ việc giới thiệu một số đơn vị mới như Tesla Tank, Shock Trooper, Chrono Tank và Mechanic, và bao gồm 105 bản đồ cho chế độ chơi đơn Skirmish. Gameplay cũng bao gồm một đoạn mã bên trong trò chơi được gọi là Soylent Green Mode. Trong chế độ này tất cả các mỏ quặng biến thành người/dân thường, và xe tải quặng thu hoạch chúng với hiệu ứng âm thanh rùng rợn.
Nó cũng bao gồm 19 clip FMV (full-motion video) không thuộc một trong các gói mở rộng trên máy tính và tất cả chúng được hiển thị khi người chơi của cả hai phe bắt đầu chơi thông qua các hoạt động diễn xuất ban đầu hoặc khi tất cả các nhiệm vụ được thực hiện; trong trường hợp khác, văn bản cuộc họp sẽ được hiển thị. Các FMVs có các vị tướng (cho cả hai phe) chỉ dẫn cho người chơi các nhiệm vụ. Tướng Đồng minh chính là Carville, người sau này sẽ xuất hiện trong Red Alert 2; Tướng Xô Viết, Topolov, sẽ không tiếp tục xuất hiện trong loạt Red Alert.
Các video Retaliation có sẵn cho các máy tính trong chương trình sửa đổi Red Alert  Chương trình sửa đổi này bổ sung thêm các video Retaliation cho Counterstrike và The Aftermath. Nó đòi hỏi bản vá Red Alert v3.03 Red Alert patch v3.03 hoặc Red Alert v3.03 TFD (dành cho phiên bản Red Alert của C&C The First Decade) Red Alert patch v3.03 TFD Lưu trữ ngày 9 tháng 6 năm 2007 tại Wayback Machine.
Red Alert Retaliation được phát hành như là bản tải về cho PSP và PS3 từ mạng PlayStation Network tại châu Âu vào ngày 4 tháng 12 năm 2008 và ở Bắc Mỹ vào ngày 3 tháng 12 cùng năm .